# Парсамов, Оганес Смбатович
Оганес Смбатович Парсамов (Парсамян) (1885 — 1953) — русский и советский учёный-медик, автор более 40 научных работ; главный акушер-гинеколог Саратова.

## Биография
Родился в Тифлисе в 1885 году, по другим данным — в Армении, в городе Александрополь (ныне – Гюмри).
В 1904 году окончил гимназию и поступил на медицинский факультет Московского университета, который окончил в 1910 году со званием «лекаря». С 1910 по 1914 годы работал в качестве ординарного лаборанта факультета акушерской гинекологии в клинике Женского медицинского института в Петербурге. В 1912 году начал работать над диссертационной темой в Институте экспериментальной медицины в Петербурге у профессора Е. С. Лондона. Диссертацию Парсамов защитить не успел, так как началась Первая мировая война и он был отправлен на фронт, где до 1916 года служил ординатором госпиталя Красного Креста. За работу в военные годы был награжден орденом Святой Анны 3-й степени.
В 1916 году Оганес Парсамов подал документы для работы в Саратовском университете, где с 1917 года был сначала ассистентом, затем — становится приват-доцентом. В 1925 году защитил диссертацию «Беременная женщина и ее плод под влиянием пережитых условий жизни во время войны и революции». С 1926 по 1930 годы, будучи доцентом, заведовал акушерско-гинекологической лечебницей. В 1930 году он был назначен заведующим кафедрой акушерства и гинекологии Саратовского университета. В 1935 году Оганесу Смбатовичу Парсамову была присуждены степень доктора медицинских наук и звание профессора.
В годы Великой Отечественной войны О. С. Парсамов организовал курсы войсковых гинекологов, являлся консультантом эвакогоспиталя. С 1945 года он был главным акушером-гинекологом Саратова. До конца своей жизни Оганес Смбатович возглавлял акушерско-гинекологическую клинику на Коммунарной (Соборной) улице, которая в народе называлась «Парсамовским роддомом».

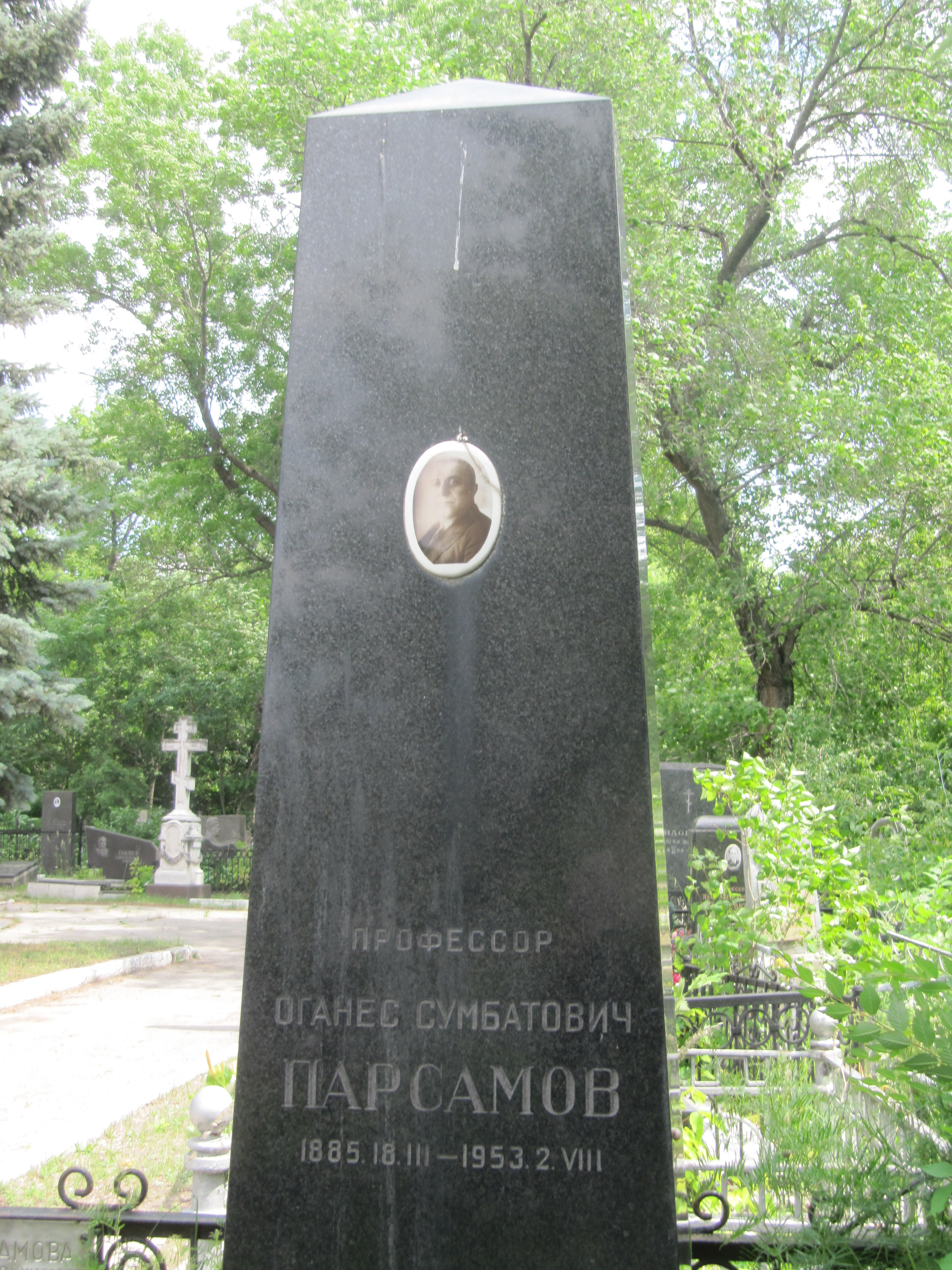
Памятник на Воскресенском кладбище

В 1951 году, после перенесенного инфаркта миокарда, состояние здоровья О. С. Парсамова ухудшилось, и он был вынужден отказаться от заведования университетской кафедрой. Умер в Саратове от инфаркта в 1953 году и был похоронен на Воскресенском кладбище Саратова (3-й участок). 
Его внук Вадим (род. 1960), тоже стал учёным, доктором исторических наук.